# Ściana Rzeźbiarza

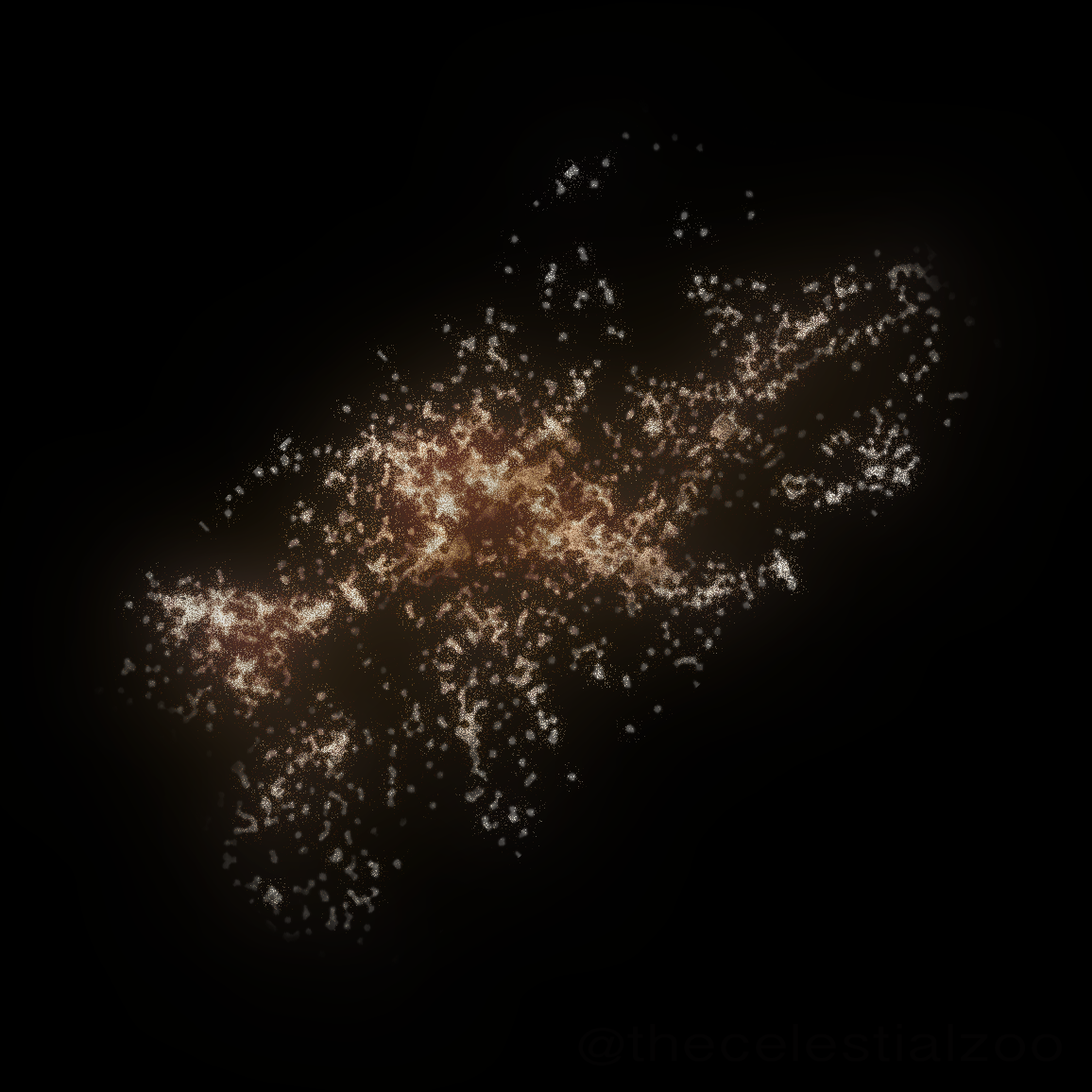
Aksonometryczne przedstawienie Ściany Rzeźbiarza

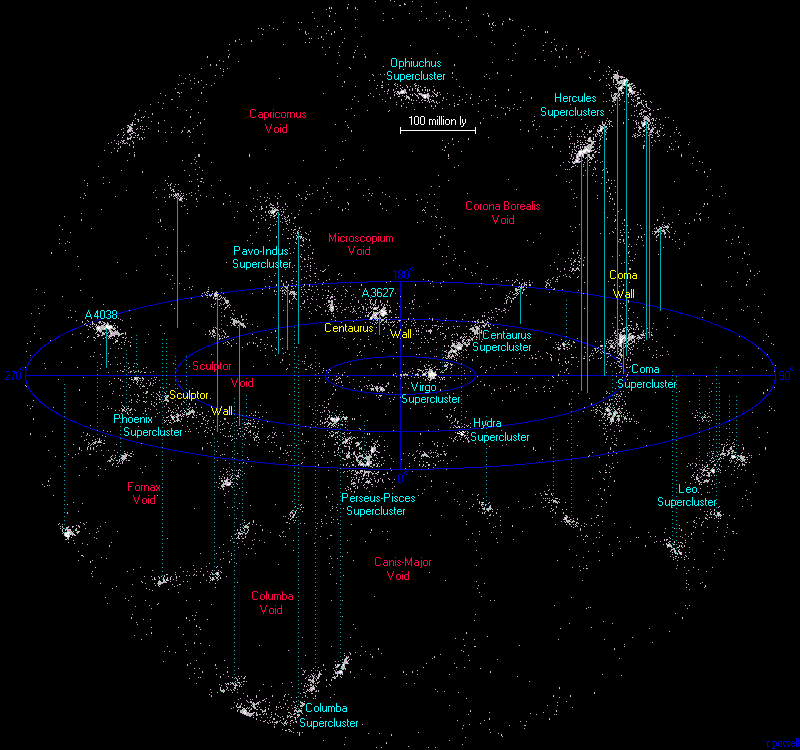
Mapa Wszechświata w odległości 500 mln lat świetlnych z widoczną Ścianą Rzeźbiarza (Sculptor Wall) – opis kolorem żółtym

Ściana Rzeźbiarza (Ściana Południowa) – włókno złożone z gromad i supergromad galaktyk. Znajduje się w odległości około 400 mln lat świetlnych i ciągnie na przestrzeni blisko miliarda lat świetlnych. Na Ścianę Rzeźbiarza składają się głównie dwie supergromady galaktyk: Supergromada w Feniksie oraz Supergromada w Rzeźbiarzu. Pomiędzy Supergromadą Lokalną a Supergromadą w Feniksie znajduje się Pustka w Rzeźbiarzu, która jest jedną z największych pustek w pobliskim Wszechświecie.
W 2010 roku wzdłuż Ściany Rzeźbiarza odkryto gaz międzygalaktyczny, będący częścią tak zwanego Gorącego Medium Międzygalaktycznego (ang. Warm Hot Intergalactic Medium – WHIM). Odkrycie to potwierdziło przewidywania, że około połowa normalnej materii (w odróżnieniu od ciemnej materii) w pobliskim Wszechświecie jest ukryta pod postacią olbrzymiej sieci gorącego, rozrzedzonego gazu.
Ściana Rzeźbiarza jest jedną z wielkoskalowych struktur Wszechświata.